# Silezia Cehă
Silezia Cehă (în cehă České Slezsko, în germană Mährisch-Schlesien, în poloneză Śląsk Czeski) este o regiune istorică în nord-estul Cehiei, situată de-a lungul frontierei ceho-polone, în munții Sudeți. Cuprinde cea mai mare parte din regiunea Moravia-Silezia (fără districtul Nový Jičín) și districtul Jeseník din regiunea Olomouc. Are suprafața de 5 360 km² și 1 160 000 locuitori. Cele mai mari orașe sînt Ostrava (în germană Ostrau) și Opava (în germană Troppau), vechea capitală a Sileziei Sudetine.
Silezia Cehă reprezintă acea parte a Sileziei care a rămas în 1748 (după Războiul succesiunii austriece) în stăpînirea casei de Habsburg (cea mai mare parte a Principatului Sileziei devenea în acel an un domeniu al casei de Hohenzollern). În 1806, după destrămarea Sfântului Imperiu Roman de Națiune Germană, Silezia Cehă este declarată parte a nou-creatului Imperiu Austriac (care în 1815-1866 a făcut parte din Confederația Germană).
După destrămarea Imperiului Austro-Ungar (3 noiembrie 1918), Silezia Cehă a fost atribuită Cehoslovaciei (cu excepția cîtorva districte răsăritene, alipite la Polonia), deși majoritatea populației era de origine germană. În octombrie 1938 Silezia Sudetină a fost încorporată în Germania. La sfârșitul celui de-al Doilea Război Mondial, în mai 1945 Cehoslovacia va fi restabilită în vechile ei frontiere, iar populația germană din Boemia, Moravia și Silezia Cehă (cca 3,5 milioane persoane) va fi expatriată în Germania și Austria (cu excepția membrilor Partidului Comunist și a familiilor mixte ceho-germane).